# マリコ・タマキ
マリコ・タマキ（英: Mariko Tamaki、1975年 - ）は、カナダのコミック原作者、作家、パフォーマンスアーティスト。2020年アイズナー賞最優秀原作者のほか、ヤングアダルト文学の賞であるマイケル・L・プリンツ賞オナーをグラフィックノベル作品によって2度受けている。散文の小説やノンフィクションでも知られる。2016年からはアメリカの二大コミック出版社マーベル・コミックスとDCコミックスの両方で原作者として活動している。

## 生い立ち・学歴
カナダのオンタリオ州トロントにおいて日系カナダ人とユダヤ系カナダ人の家系に生まれる。子供のころは『ニムの秘密』のようなファンタジー映画やテレビアニメ『トランスフォーマー』を好んでおり、見たシーンを自身で演じるのも好きだった。児童文学では少女探偵物「トリクシー・ベルデン」、地元トロントの作家による「ブッキー」シリーズ、『クローディアの秘密』など、今ではそれほど知られていない作品を愛読していた。
女子中等学校ハヴァーガル・カレッジからマギル大学に進学し、英文学を学んで1994年に卒業した。その後女性学で修士号を取得し、トロント大学のPh.Dコースで言語人類学を研究した。トロント大学でクリエイティブ・ライティングを教えることもある。
同性愛者であることを公開しており、自作には必ずクィアや人種的に多様なキャラクターを登場させている。

## 経歴

### 初期の活動
トロントでパフォーマンスアートの脚本家・演者として活動を始める。アーティストとしてはキース・コールの「チープ・クィアーズ」に出演したり、プリティ・ポーキー・アンド・ピスト・オフというファット・アクセプタンス運動のグループを立ち上げて公演を行ったりしている。
2000年に最初の小説『カバー・ミー』を出版した。自傷の問題を抱え周囲になじめないでいるティーンの少女が主人公である。「抑うつと向き合う思春期を描いた痛切な物語」と評されており、フラッシュバックの連続で語られている。

### グラフィックノベル原作
イラストレーターの従妹ジリアン・タマキと共作したグラフィックノベル第1作『スキム』は2008年にグラウンドウッド・ブックス から刊行された（邦訳『GIRL』2009年）。二人はそれまでコミック制作の経験はなく、互いに親交もなかったが、タマキの思い付きから始まった作品は大きな成功を収めることになった。『スキム』はオカルトに傾倒する太り気味の日系女子高生を主人公とした「陰影に富んだ成長物語」である。スキムは同性の教師に恋心を抱いたり、美人の同級生と親しくなったことで本来の友人と疎遠になったりするが、それらのドラマは明確には解決されない。文学者ジゼル・バクスターは本作が「身をよじるような苦痛を伴う変化の時期を過ごすことについて、… そして、どこかに所属する必要とそれに抗う心の衝突について」の作品だと書いている。主人公のクィアネスは、作者タマキによると主題の中心というわけではない。「『スキム』は若さについて、そこに内包されうるあらゆる奇妙な体験についての物語だと思っています」。プロットは最小限、セリフは簡潔であり、ある評者によると「表現主義的で流れるような白黒のイラストレーションが長々とした散文の代役を果たしている」。タマキが語るところでは、作風の上でエルジェ、イゴルト、ヴィットリオ・ジャルディーノのような漫画家、さらにアジアの作品から影響を受けているものの、ルーツはダニエル・クロウズ、チェスター・ブラウン、ウィル・アイズナーのようなアメリカンコミックだという。
次作『エミコ・スーパースター』は作画家スティーヴ・ロルストンとの共作で、2008年にDCコミックスの少女向けレーベルMinxから刊行された。パフォーマンスアートやモントリオールのオープンマイクイベント「ガールスピット」(Girlspit) に触発された作品で、郊外での生活に物足りなさを感じていた主人公エミコはパフォーマンスアートの公演に足を運んで感銘を受け、自身も演者になろうとする。「カウンターカルチャー界の虚名に飲み込まれながら、本当の自己、心の声、本性を見つけ出す物語」と評されている。
2014年、再びジリアン・タマキと組んで『ディス・ワン・サマー』をファーストセコンド・ブックスから出版した（邦訳『THIS ONE SUMMER』、2021年）。カナダの湖畔を舞台に、毎年の夏休みを隣同士のコテージで過ごす二人の女の子、ローズとウィンディが主人公となる。思春期の入り口に差し掛かった子供の視点から、地元の青年への一方的な思慕や、ローズの両親の間のわだかまりなど、周囲の大人たちを含めたリアルで繊細な人間関係が描かれている。
ローズマリー・ヴァレロ＝オコンネルと共作した『ローラ・ディーン・キープス・ブレーキング・アップ・ウィズ・ミー』は2019年にファーストセコンドから刊行された。レズビアンの女子高生フレディは学校で最も人気があるローラ・ディーンと付き合っているが、移り気で不実な言動に引き込まれるあまり、別の親友との間に距離を生じてしまう。野中モモによると、「カミングアウトするか否かや同性愛嫌悪に苦悩する必要はもうそれほどないカリフォルニア州バークレーの進歩的な環境」を舞台にした思春期の恋愛物語である。タマキはこの作品について、完璧な相手と出会って終わる物語ではなく、心から惹かれる一方で自分にとって有害な相手との関係を主題にしたかったと語っている。

### メジャーコミック出版社での活動
2016年からはスーパーヒーロー・コミックの原作を手掛け始めた。マーベル・コミックスでは『ハルク』誌の派生キャラクターであったシーハルクが「ハルク」の名で活躍するストーリーアークに起用された。DCコミックスではミニシリーズ『スーパーガール: ビーイング・スーパー』を書いた。そのほかマーベルのX-23など、キャラクターの内面に焦点を当てたストーリーラインを多く手掛けている。
2017年、ブーム！スタジオズのコミックシリーズ『ランバージェーンズ』のノベライズを書き始めた。
2019年11月、再びマーベルで全4号のミニシリーズ『スパイダーマン&ヴェノム: ダブル・トラブル』の原作を書いた（邦訳2021年）。
2021年8月、DCコミックスのヤングアダルト向け書き下ろしグラフィックノベルシリーズの一冊として『アイ・アム・ノット・スターファイヤー』が出た。作画はヨシ・ヨシタニによる。DCコミックスの他作品とはストーリー的に独立した一冊で、主人公マンディ・コリアンダーはティーン・タイタンズの一員として名高いスターファイヤーの娘である。母親と正反対の性格のマンディは周囲から色眼鏡で見られて孤立し、母への反発、セクシュアリティの混乱、進路の悩みに立ち向かう。
2021年にはDCコミックスの「フューチャー・ステート」イベントの一環として作画家ダン・モーラと組んで『ダーク・ディテクティブ』を書いた。同誌は1月から2月にかけて全4号が刊行された。続く3月にタマキとモーラは『ディテクティブ・コミックス』（バットマンの本誌）第1034号から新しくレギュラー制作チームとなった。ウェブメディアCBRによると、同誌の長い歴史の中で最初の女性レギュラー原作者である。
2019年、エイブラムス・ブックスでシュアリー・ブックスというインプリントを起ち上げ、キュレーター・編集者の役割に就いた。ノンジャンルでLGBTQIAの作家や作品を扱うグラフィックノベルのレーベルで、2021年から刊行が始められた。

## 受賞
『スキム』は2009年にイグナッツ賞、ジョー・シュースター賞、ダグ・ライト賞を受賞し、カナダ総督文学賞児童文学部門にノミネートされた。2012年には同作などによりLGBT作家を対象とするカナダのデイン・オジルビー賞栄誉賞を受けた。
『ディス・ワン・サマー』は2014年イグナッツ賞にノミネートされ、2015年にはマイケル・L・プリンツ賞オナーとアメリカ図書館協会コールデコット賞を受けた。翌年にはドイツのルドルフ・ディルクス賞を青春ドラマ・成長物語部門で受賞した。
2019年、『ローラ・ディーン・キープス・ブレーキング・アップ・ウィズ・ミー』でイグナッツ賞グラフィックノベル部門、ハーベイ賞児童・ヤングアダルト部門を受賞した。翌年には2度目となるマイケル・L・プリンツ賞オナーを受け、多様性の推進を掲げるウォルター・ディーン・マイヤーズ児童文学賞をティーン部門で受賞した。2020年アイズナー賞では同作でティーン向け部門を受賞しただけでなく、同作および『ハーレイ・クイン: ブレーキング・グラス』『アーチー』で最優秀原作者に輝いた。

## 作品

### 小説
- Cover Me (2000, ISBN 9780969806493)
- (You) Set Me on Fire (2012, ISBN 9780143180937)
- Saving Montgomery Sole (2016, ISBN 9781626722712)
- Lumberjanes（ノベライズ）
  - Unicorn Power! (2017, ISBN 9781419727252)
  - The Moon is Up (2018, ISBN 9781419728686)
  - The Good Egg (2018, ISBN 9781419740923)
  - Ghost Cabin (2019, ISBN 9781419733611)

### エッセイ
- True Lies: The Book of Bad Advice (2002, ISBN 9780889614024)
- Fake ID (2005, ISBN 9780889614499)

### コミック原作
オリジナル
- Skim, with Jillian Tamaki (2008, ISBN 9788861238282)
  - 『GIRL』（2009年、サンクチュアリ・パブリッシング、ISBN 9784861139345）
- Emiko Superstar, with Steve Rolston (2008, ISBN 9781401215361)
- This One Summer, with Jillian Tamaki (2014, ISBN 159643774X)
  - 『THIS ONE SUMMER』（2021年、岩波書店、ISBN 9784001160291）
- Laura Dean Keeps Breaking Up with Me, with Rosemary Valero-O'Connell (2019, ISBN 9781250312846)

マーベル・コミックス
- She-Hulk
  - Volume 1: Deconstructed, illustrated by Nico Leon (2017, ISBN 9781302905675)
  - Volume 2: Let Them Eat Cake, illustrated by Georges Duarte (2018, ISBN 9781302905682 )
  - Volume 3: Jen Walters Must Die, illustrated by Jahnoy Lindsay (2018, ISBN 9781302905699)
- X-23 (2018)
- Spider-Man & Venom: Double Trouble, illustrated by Gurihiru (2020, ISBN 9781302920395)
  - 『スパイダーマン&ヴェノム:ダブル・トラブル』（2021年、ヴィレッジブックス、ISBN 9784864915106）

DCコミックス
- Supergirl: Being Super (2016-2017) 
  - Collected edition, illustrated by Joëlle Jones (2018, ISBN 9781401268947)
- Harley Quinn: Breaking Glass, illustrated by Steve Pugh (2019, ISBN 9781401283292)
  - 『ハーレイ・クイン:ガールズ・レボリューション』（2021年、小学館集英社プロダクション、ISBN 9784796878050）
- Dark Detective, #1-4, illustrated by Dan Mora (2021)
- I am Not Starfire, illustrated by Yoshi Yoshitani (2021, ISBN 9781779501264)

ダークホース・コミックス
- Tomb Raider (2016)[38]